# Grzebienica pospolita
Grzebienica pospolita (Cynosurus cristatus L.) – gatunek trawy kępkowej z rodziny wiechlinowatych. Występuje niemal w całej Europie, poza tym w Turcji, na Kaukazie i w Iranie, a jako gatunek introdukowany w strefie umiarkowanej w pozostałej części Azji, w Ameryce Północnej i Południowej, w Australii i Nowej Zelandii. W Polsce występuje na całym obszarze kraju.

## Morfologia

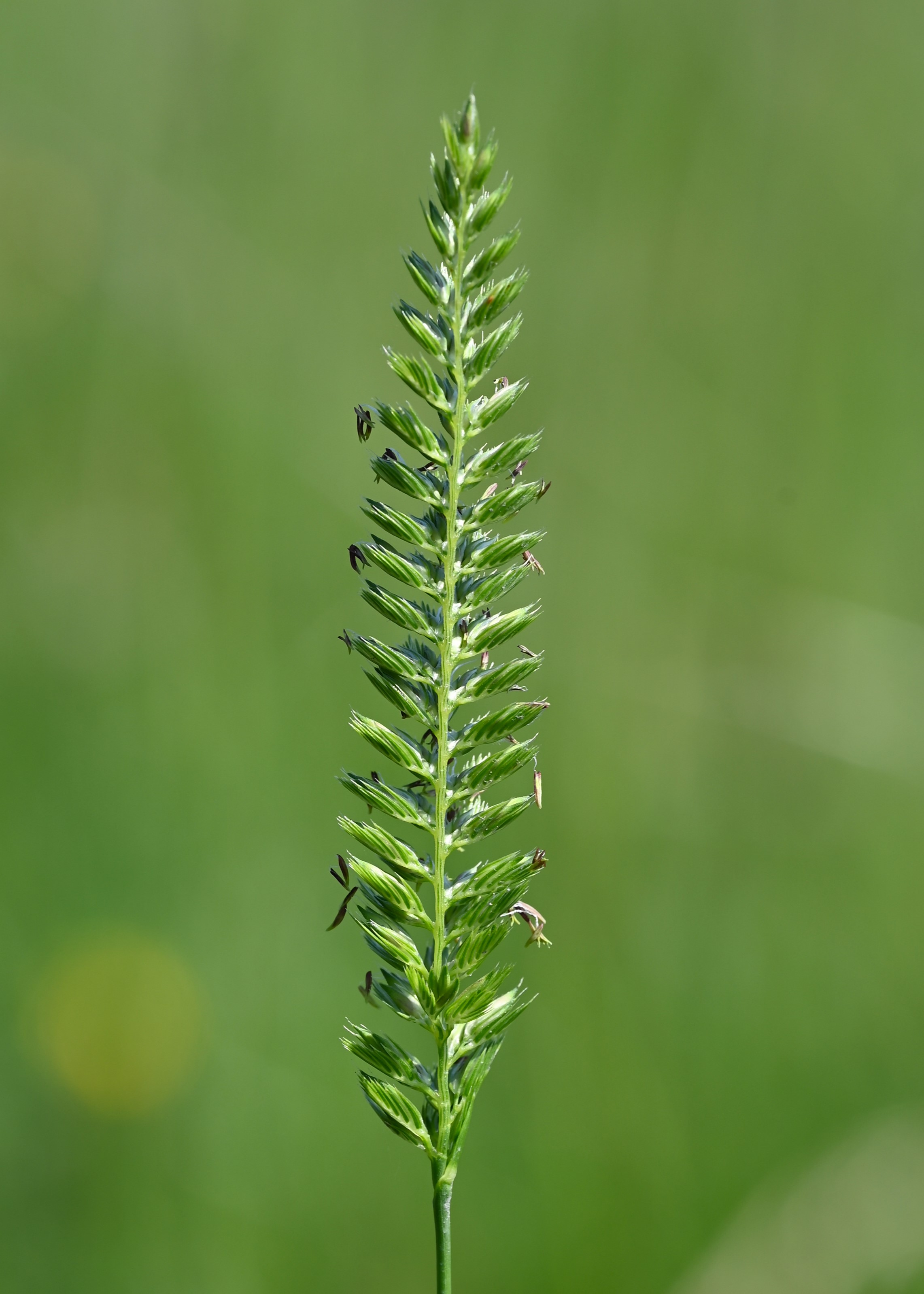
Kwiatostan

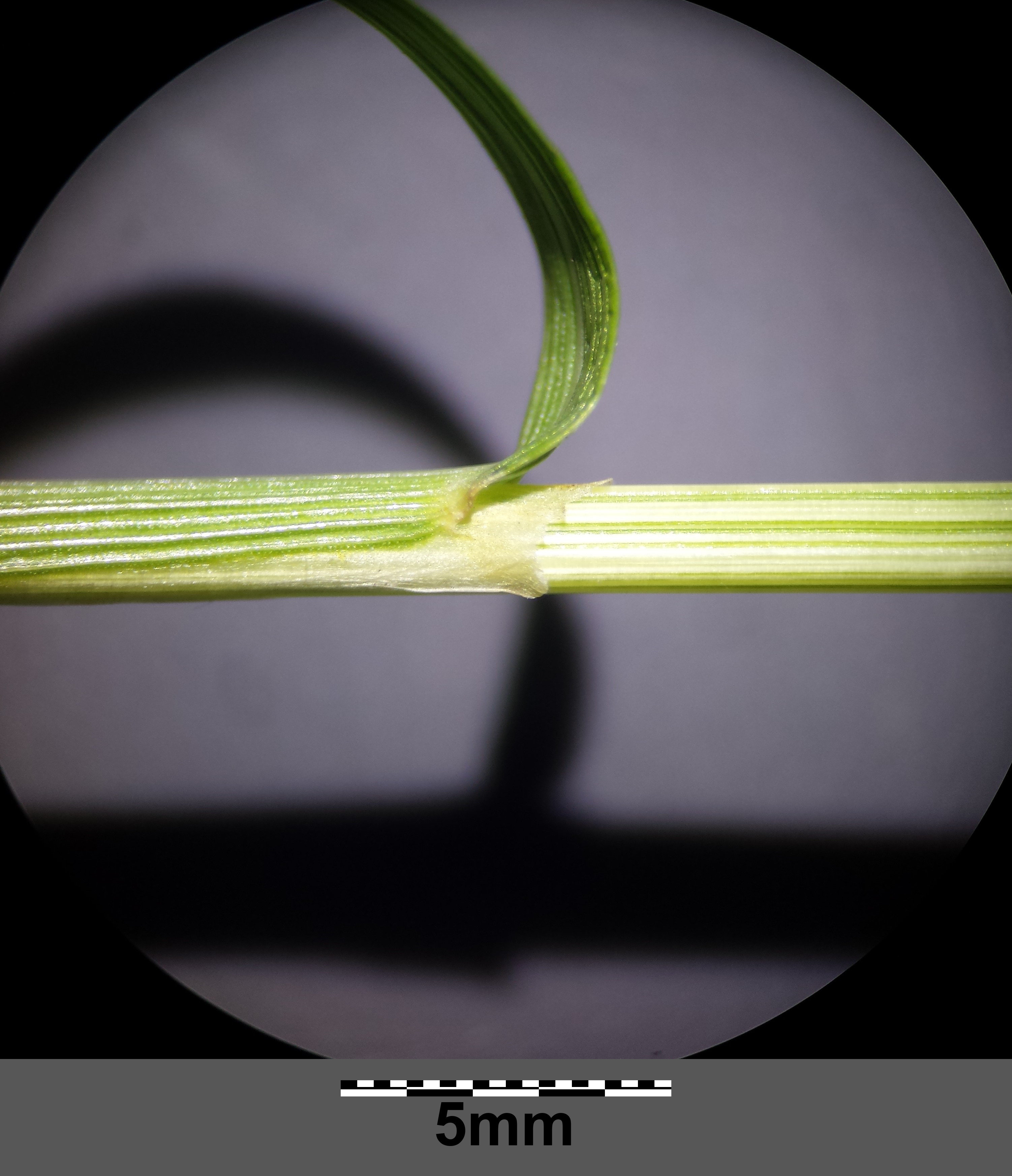
Języczek

ŁodygaŹdźbło o wysokości 30–60 cm.
KwiatyKłosokształtna wiecha z dwoma rzędami kłosków.

## Biologia i ekologia
Rośnie na łąkach i pastwiskach. Wymaga dość dużej wilgotności gleby.